# Dotter (zangeres)
Johanna Maria Jansson (Arvika, 10 juni 1987), beter bekend als Dotter, is een Zweedse zangeres en songwriter. In 2018 nam ze deel aan Melodifestivalen met het nummer Cry, maar kwam toen niet verder dan de voorrondes. Eind 2019 werd bekendgemaakt dat ze opnieuw zou deelnemen aan Melodifestivalen, dit keer met het nummer Bulletproof. In de tweede voorronde op 8 februari 2020 plaatste ze zich rechtstreeks voor de finale die op 7 maart 2020 in de Friends Arena zal plaatsvinden. 

## Carrière
Jansson werd geboren in Arvika en verhuisde op latere leeftijd naar Stockholm, waar ze aan de muziekschool Kulturama studeerde. Ze nam de artiestennaam "Dotter" aan, wat Zweeds is voor dochter. Ze beschouwt zichzelf namelijk als een "dochter van Moeder Aarde" vanwege haar veganistische levensstijl. Haar debuutsingle My Flower verscheen in 2014, waarna ze deelnam aan Musikhjälpen, de Zweedse versie van Serious Request.

### Melodifestivalen

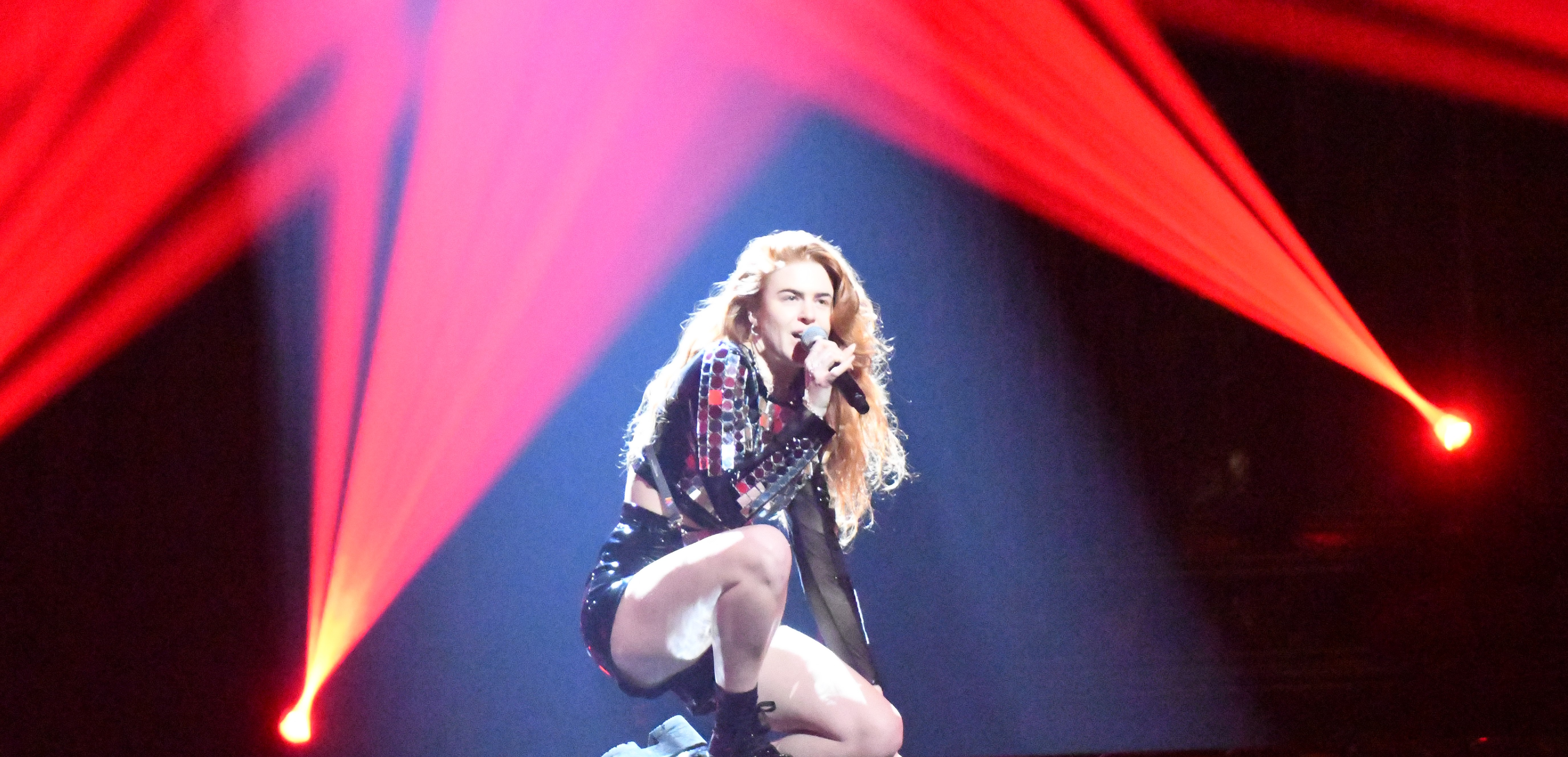
Dotter bij een repetitie van Melodifestivalen 2020.

Dotter schreef mee aan het lied A Million Years, waarmee Mariette Hansson de vierde plaats behaalde op Melodifestivalen 2017. Het daaropvolgende jaar deed Dotter zelf mee aan Melodifestivalen met het nummer Cry, maar zonder succes: ze werd zesde in haar voorronde en moest de competitie verlaten. In 2020 keerde ze terug als deelnemer van Melodifestivalen, dit keer met het nummer Bulletproof. In de tweede voorronde op 8 februari in Göteborg plaatste ze zich rechtstreeks voor de finale van 7 maart. Daar eindigde ze als tweede.
In 2021 keerde ze terug naar Melodifestivalen met het lied Little Tot. Ook dit jaar plaatste ze zich direct voor de finale.  

## Discografie

### Singles
- 2014 – My Flower
- 2015 – Dive
- 2016 – Creatures of the Sun
- 2017 – Evolution
- 2017 – Rebellion
- 2018 – Cry
- 2018 – Heatwave
- 2019 – Walk With Me (met Måns Zelmerlöw)
- 2019 – I Do
- 2020 – Bulletproof
- 2020 - Backfire
- 2021 - Little Tot